# Liste der Monuments historiques in Grivy-Loisy
Die Liste der Monuments historiques in Grivy-Loisy führt die Monuments historiques in der französischen Gemeinde Grivy-Loisy auf.

## Liste der Immobilien
| Bezeichnung       | Beschreibung            | Standort                        | Kennzeichnung | Schutzstatus | Datum | Bild           |
| ----------------- | ----------------------- | ------------------------------- | ------------- | ------------ | ----- | -------------- |
| Kirche St-Laurent | aus dem 15. Jahrhundert | Grivy, place de l’Église (Lage) | PA00078447    | Classé       | 1946  | weitere Bilder |

## Liste der Objekte
| Bezeichnung | Beschreibung                                                                    | Standort                               | Kennzeichnung | Schutzstatus | Datum | Bild |
| ----------- | ------------------------------------------------------------------------------- | -------------------------------------- | ------------- | ------------ | ----- | ---- |
| Hauptaltar  | Altartisch, Altaraufbau, Tabernakel und Retabel; Stein, Marmor, 17. Jahrhundert | Grivy, in der Kirche St-Laurent (Lage) | PM08000250    | Classé       | 1976  |      |